# Salome Kabengano
Salome "Sally" Shirley Kabengano, född 16 mars 1992 i Nairobi, Kenya, är en ugandisk-svensk basketspelare. Hon har spelat i svenska juniorlandslaget och Södertälje BBK.
Kabengano är född i Kenya men växte upp i Uganda. Hon kom åtta år gammal till Västergård i Södertälje och spelar nu för Sverige. Hon vann ett SM-silver och två SM-guld med Södertälje BBK. 
Säsongen 2012/2013 spelade Kabengano collegebasket i USA och studerade på Temple University i storstaden Philadelphia, som spelar i Atlantic 10 conference. Hon startade matcherna och spelade över 30 minuter i snitt redan första året på college, men ett år på college fick räcka. Hon lämnade USA och öppnade för en comeback i Södertälje BBK om det inte blir spel i Europa.
Kabengano fanns med i bruttotruppen till EM 2013. Hon blev inte uttagen, men spelade samma år i Universiaden.
Kabengano är vänsterhänt. 
Kabengano studerade på Umeå universitet samtidigt som hon spelade för Udominate Basket i damligan och Eurocup. Efter socionomexamen flyttade hon till
Huddinge. År 2024 valdes hon in i Svenska Basketbollförbundets styrelse.